# Ouratea rosipes
Ouratea rosipes är en tvåhjärtbladig växtart som beskrevs av Spencer Le Marchant Moore. Ouratea rosipes ingår i släktet Ouratea och familjen Ochnaceae. Inga underarter finns listade i Catalogue of Life.